# Geotrupidae
Geotrupidae Latreille, 1802 è una famiglia di insetti dell'ordine dei coleotteri che comprende una cinquantina di generi e circa 620 specie in tutto il mondo.

## Etimologia
Il nome deriva dalle parole greche "geos" che significa terra e "trypetes" che significa scavatore, in riferimento alle abitudini fossorie di questi insetti..

## Descrizione

### Adulto
Hanno una lunghezza che va da 10 a più di 30 mm.
Il corpo è tozzo di forma ovale o rotondeggiante.
Il capo è relativamente piccolo in proporzione al corpo e in alcuni casi ornato da rilievi, tubercoli o corna cefaliche. Gli occhi disposti ai lati del capo, sono divisi in due metà, superiore e inferiore, da una espansione della gena detta "canthus".
Le mandibole sono ben visibili dall'alto. In alcuni generi sono molto sviluppate e atte a tagliare parti tenere di Piante erbacee.

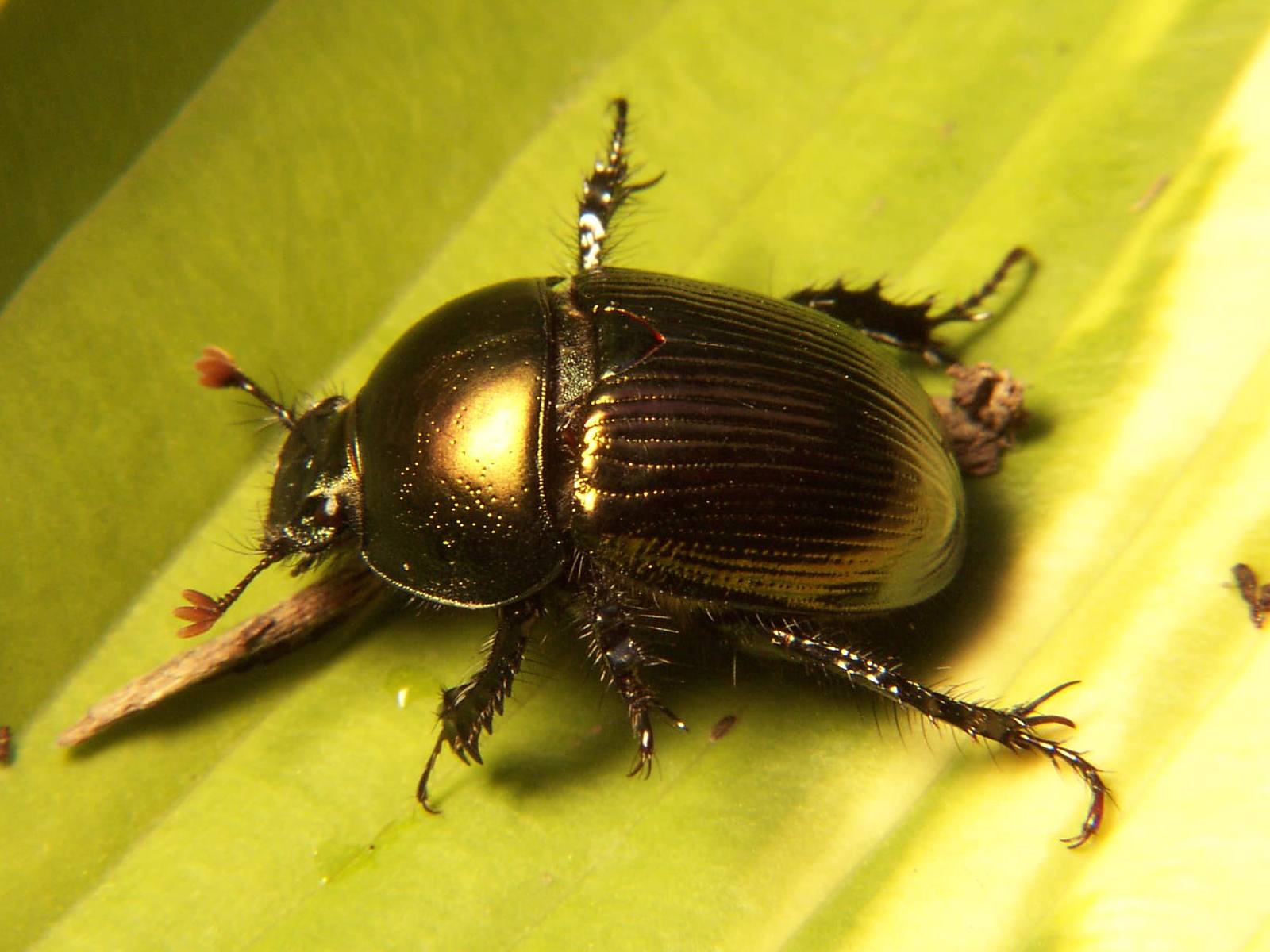
Geohowdenius egeriei, si vedono bene le zampe fossorie e la clava antennale formata da tre articoli

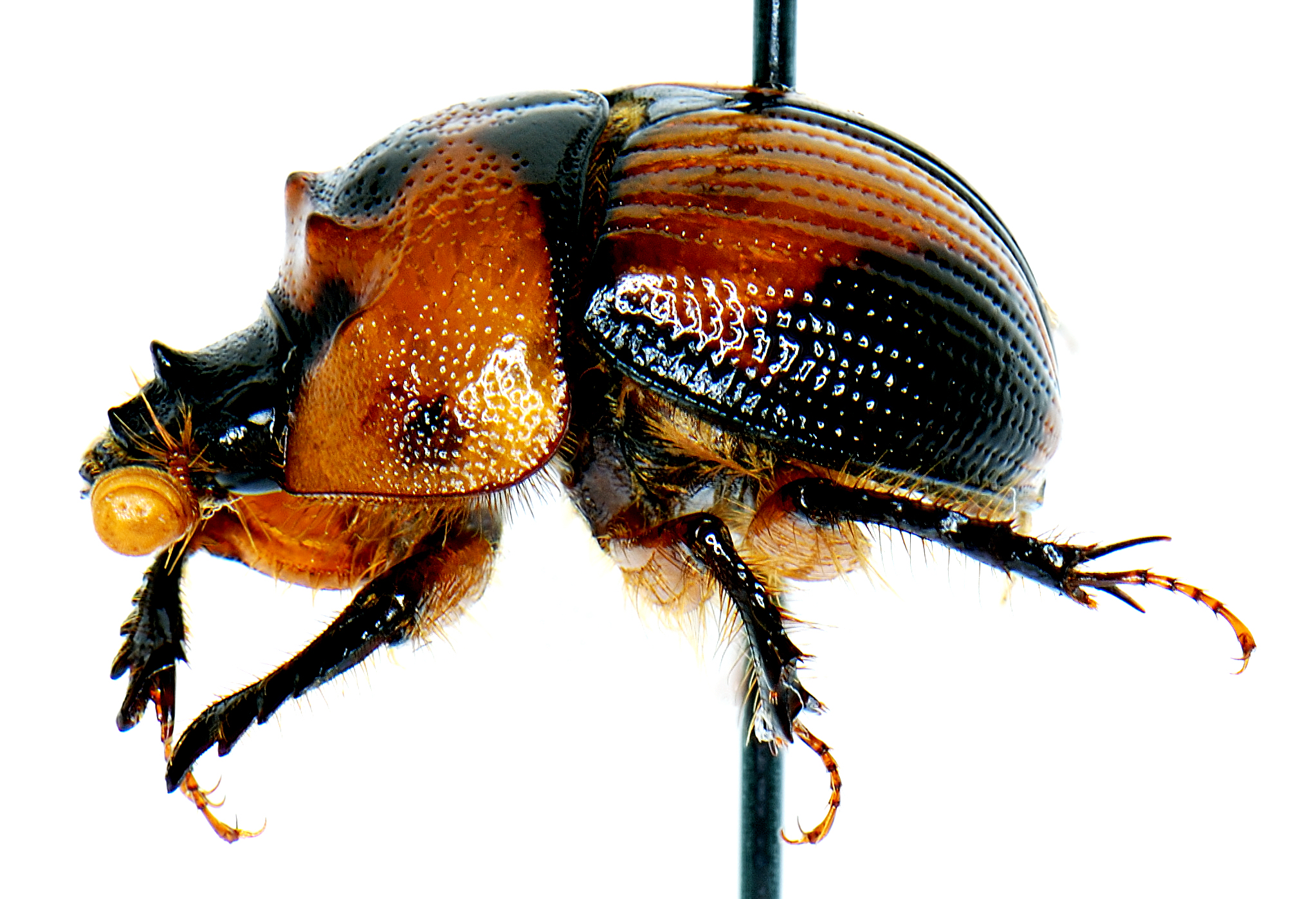
Bolbocerosoma tumefactum

Le antenne sono lamellate come in tutti gli Scarabaeoidea, formate da 11 articoli, carattere questo che li distingue dagli altri appartenenti a questa superfamiglia. Gli ultimi 3 articoli, che sono mobili, formano la clava antennale, asimmetrica e tomentosa.
Il pronoto è in genere più largo che lungo e, in alcune specie, provvisto di corna anche molto sviluppate.
Le elitre possono essere lisce o solcate, ricoprono quasi completamente l'addome lasciando poco scoperti solo gli ultimi segmenti che vanno a formare il pigidio.
Alla base delle elitre è ben visibile lo scutello che ha forma triangolare.
Le ali sono nascoste al di sotto delle elitre e in alcune specie sono ridotte e non funzionali.
Le tibie anteriori sono generalmente dentate in modo da favorire l'attività fossoria. Le tibie posteriori sono spesso dotate di rilievi trasversali, carene, in numero variabile e molto utili per la determinazione dei vari gruppi.
All'apice delle tibie posteriori e di quelle mediane sono presenti due speroni.
I femori anteriori sono muniti, sul loro lato interno, di un cuscinetto ovale di setole biancastre o ramate, oppure di una fila di pori.
Sono insetti spesso muniti di dense setole soprattutto sull'addome.
Gli stigmi addominali sono tutti posizionati sulle membrane pleurali.
I colori sono in genere il nero o il marrone, ma spesso si hanno colorazioni metalliche dalle tonalità verdi, bluastre o violacee, queste in molte specie sono limitate però al lato ventrale dell'insetto.

### Larva
La larva è di tipo melolontiforme, di colore bianco, con corpo molle e capo chitinizzato e munito di robuste mandibole.
Hanno antenne composte da tre articoli.
Sull'ultimo urite sono presenti dei caratteristici rilievi a cuscinetto che circondano l'apertura anale.

## Biologia
Sono insetti per lo più coprofagi ma non mancano le specie fitofaghe o micetofaghe. In alcuni casi specie coprofaghe si adattano anche ad una dieta saprofaga o necrofaga.
Quasi tutti i rappresentanti della famiglia scavano delle gallerie sotterranee ramificate, profonde in alcuni casi anche 3 metri, nelle quali trasportano il cibo. Su di esso depongono le uova e su di esso si sviluppano le larve.
La maggior parte delle specie scava le gallerie direttamente sotto la fonte di cibo o di fianco ad essa, altre (Lethrus spp. o Thorectes spp.) le scavano anche a parecchi centimetri di distanza.
Le operazioni di scavo delle gallerie e accumulo del cibo vengono svolte da entrambi i sessi.

## Rapporti con l'uomo
La maggior parte di questi insetti ha un'estrema importanza ecologica interrando grandi quantità di escrementi depositate dai grossi erbivori, aumentando così la fertilità del suolo, ma soprattutto eliminando possibili fonti di patogeni.
D'altra parte si sono verificati casi di danni sporadici e di scarsa entità alle coltivazioni, causati essenzialmente dall'attività di scavo, in terreni dove era stata effettuata una concimazione con letame.
Le specie fitofaghe, come Lethrus apterus, possono essere invece dannose ad alcune colture. Si sono infatti verificati casi di attacchi ai giovani germogli di vite e ad altre piante erbacee.

## Sistematica
La sistematica di questo gruppo di insetti è stata ed è ancora adesso molto dibattuta e tra gli studiosi vengono di volta in volta considerati monofiletici o polifiletici.
Per molto tempo i Geotrupidae furono considerati una sottofamiglia dei Lucanidi ed erano spesso inclusi in essa anche i Plecomidae.
Negli ultimi anni il dibattito si è focalizzato sull'accettare o meno le sottofamiglie dei Bolboceratinae e dei Taurocerastinae o considerarli come famiglie separate.
Come conseguenza di ciò il numero di taxa e i rapporti che intercorrono tra essi variano a seconda degli autori.
Una recente revisione (Bouchard 2011) suddivide la famiglia Geotrupidae nelle seguenti sottofamiglie:
- Taurocerastinae Germain, 1897  - diffusa in Sud America[4]

- Bolboceratinae Mulsant, 1842  - diffusa in tutto il mondo con la maggiore biodiversità nell'emisfero australe[7].

- Geotrupinae Latreille, 1802 - diffusa nella Regione olartica

### Specie in Italia
In Italia sono presenti le seguenti specie:
Bolboceratinae
- Bolbelasmus Boucomont, 1910
  - Bolbelasmus gallicus (Mulsant, 1842)
  - Bolbelasmus unicornis (Schrank, 1789)
- Bolboceras Kirby, 1819
  - Bolboceras armiger (Scopoli, 1772)

Geotrupinae
- Chromogeotrupini
  - Typhaeus Leach, 1815

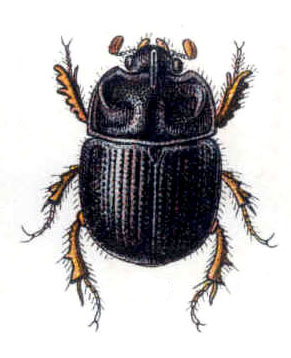
Bolboceras armiger

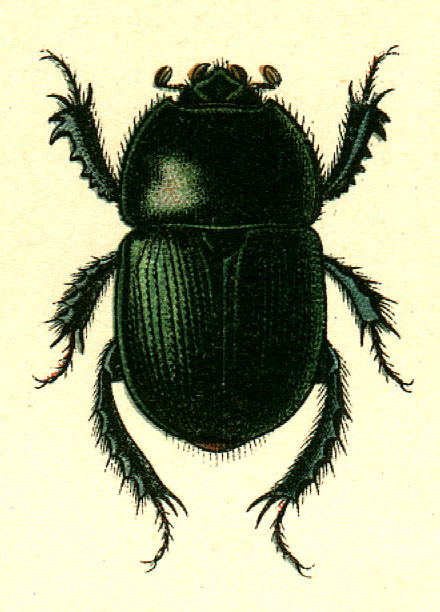
Geotrupes mutator

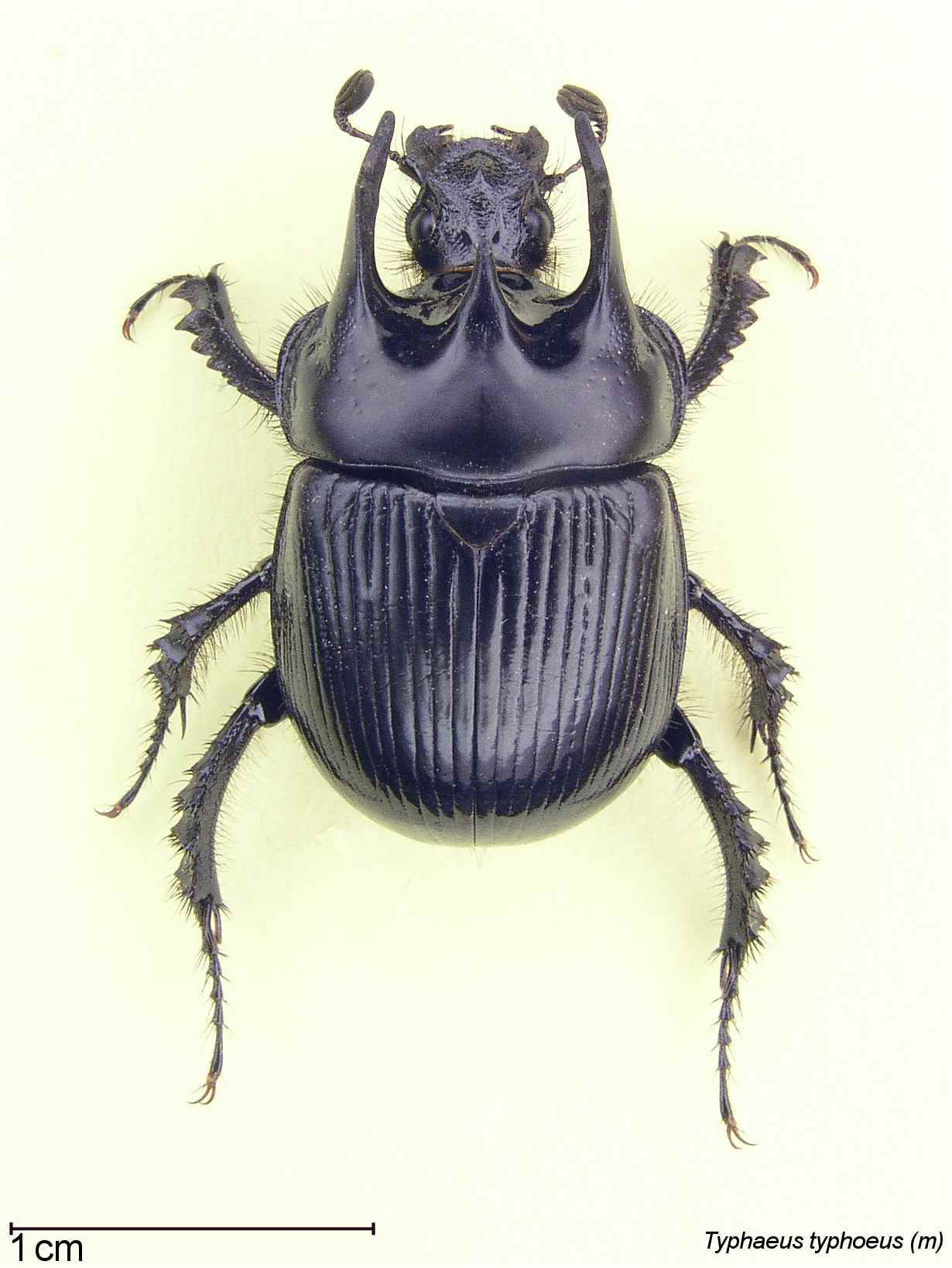
Typhaeus typhoeus

    - Typhaeus (Chelotrupes) hiostius Gené, 1836, endemico della Sardegna
    - Typhaeus (Typhaeus) typhoeus (Linnaeus, 1758)
- Geotrupini
  - Anoplotrupes Jekel, 1865
    - Anoplotrupes stercorosus (Scriba, 1791)

  - Cheratophyus Fischer, 1820
    - Cheratophyus rossii Jekel, 1865, endemico del litorale toscano

  - Geotrupes Latreille, 1796
    - Geotrupes mutator (Marsham, 1802)
    - Geotrupes spiniger (Marsham, 1802)
    - Geotrupes stercorarius (Linnaeus, 1758)
    - Geotrupes douei Gory, 1841

  - Thorectes Mulsant, 1842
    - Thorectes brullei (Jekel, 1866)
    - Thorectes geminatus (Gené, 1839)
    - Thorectes hoppei (Sturm & Hagenbach, 1825)
    - Thorectes intermedius (O.G.Costa, 1839)
    - Thorectes marginatus (Poiret, 1787)
    - Thorectes sardous (Erichson, 1847)

  - Sericotrupes Zunino, 1984
    - Sericotrupes niger (Marsham, 1802)

  - Trypocopris Motschulsky, 1858
    - Trypocopris alpinus (Sturm & Hagenbach, 1825), presente in Italia con due sottospecie
    - Trypocopris pyrenaeus (Charpentier, 1825), presente in Italia con tre sottospecie endemiche
    - Trypocopris vernalis (Linnaeus, 1758), presente in Italia con tre sottospecie delle quali una endemica

|  |  |